# Jean Taris
Jean C. E. Taris (født 6. juli 1909 i Versailles død 10. januar 1977 i Grasse) var en fransk svømmer, som deltog i de olympiske lege 1928 i Amsterdam, 1932 i Los Angeles og 1936 i Berlin.
Taris vandt en sølvmedalje i svømning ved OL 1932 i Los Angeles. Han kom på en andenpladsen i 400 meter fri efter Buster Crabbe fra USA.